# Yonny Hernández
Yonny Hernández Vega (Medellín, 25 luglio 1988) è un pilota motociclistico colombiano ritiratosi dall'attività agonistica.

## Carriera
Anche suo fratello, Santiago Hernández, ha gareggiato come pilota professionista.

### Gli inizi
Nel 2003 e nel 2005 vince il campionato colombiano motocross 85 e nel 2004 è secondo. Nel 2007, sempre in Colombia, vince i campionati Supermotard S1 e S2. Nel 2008 partecipa al campionato spagnolo Supermotard, vincendo 4 gare. Nel 2009 corre nella categoria Supersport del campionato spagnolo velocità, a bordo di una Suzuki GSX-R 600; con la stessa motocicletta chiude sesto nel campionato Europeo Supersport svoltosi in gara unica ad Albacete.

### Moto2
Nel 2010 compete in Moto2 con la BQR-Moto2 del team Blusens-STX, il compagno di squadra è Mashel Al Naimi. Ottiene come miglior risultato due decimi posti (Spagna e Germania) e termina la stagione al 21º posto con 32 punti.
Nel 2011 resta nel team Blusens-STX ma passa alla guida passa di una FTR M211, con compagno di squadra Esteve Rabat. Ottiene come miglior risultato due sesti posti (Germania e Comunità Valenciana) e termina la stagione al 19º posto con 43 punti. In questa stagione è costretto a saltare i Gran Premi di Indianapolis, San Marino e Aragona per infortunio.

### MotoGP
Nel 2012 passa in MotoGP, rimanendo nello stesso team, che gli affida una BQR-FTR (moto che rispetta il nuovo regolamento per le CRT); il compagno di squadra è Iván Silva. In questo frangente risulta il primo pilota Colombiano a gareggiare in questa categoria. Ottiene come miglior risultato un nono posto a Indianapolis e termina la stagione al 17º posto con 28 punti. In questa stagione è costretto a saltare i Gran Premi di Malesia, Australia e Comunità Valenciana per la lussazione della clavicola sinistra rimediata nel Gran Premio del Giappone.

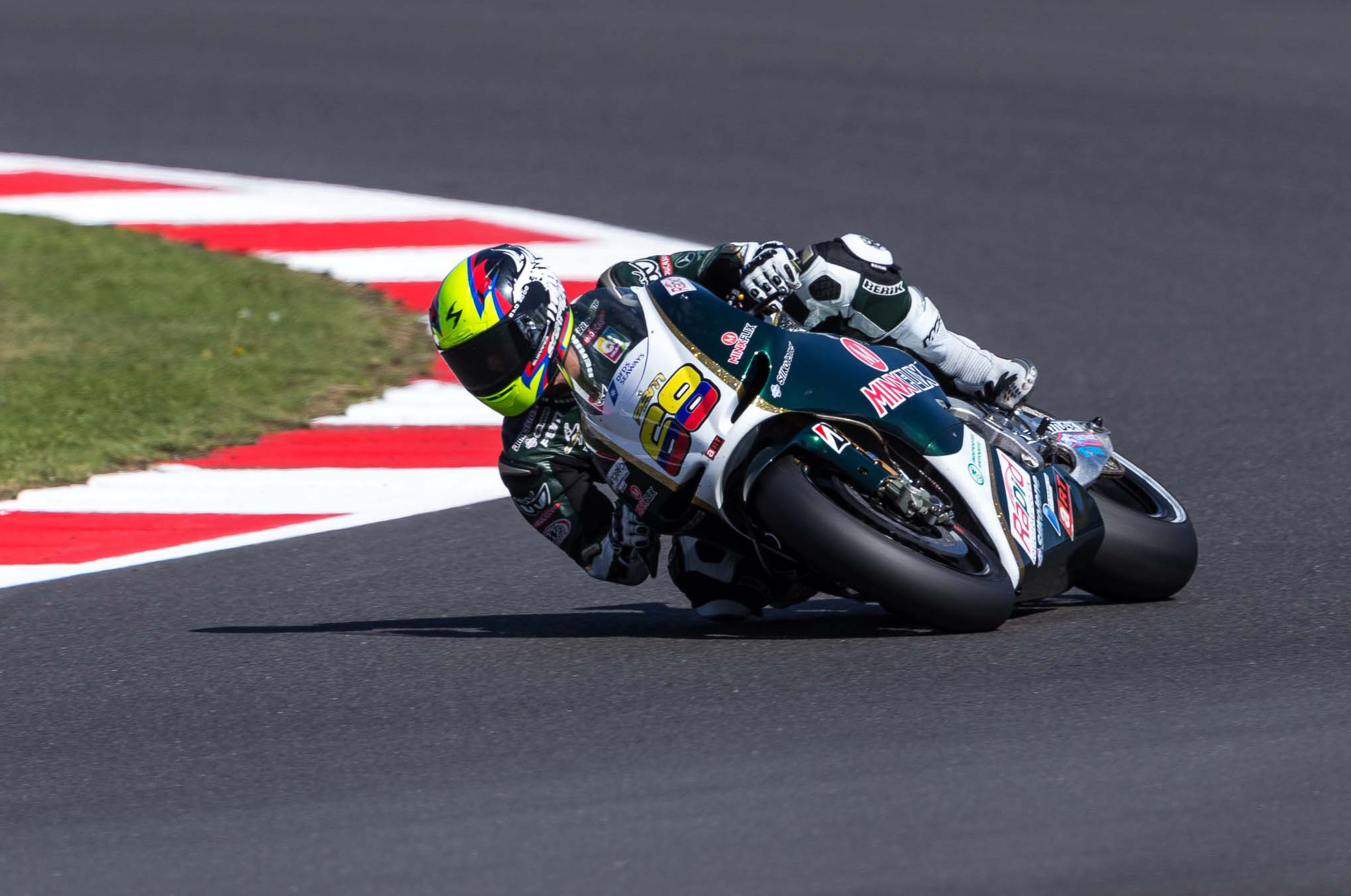
Hernández sulla ART GP13 del team Paul Bird Motorsport nella stagione 2013 del Motomondiale.

Nel 2013 passa al team Paul Bird Motorsport, alla guida di una ART GP13; dal Gran Premio d'Aragona passa a correre sulla Ducati Desmosedici del team Pramac Racing in sostituzione di Ben Spies. Ottiene come miglior risultato un decimo posto in Malesia e termina la stagione al 18º posto con 21 punti. Nel 2014 viene confermato in Pramac. Ottiene come miglior risultato un settimo posto in Malesia e termina la stagione al 15º posto con 53 punti. Nel 2015 rimane nello stesso team, con compagno di squadra Danilo Petrucci. Chiude la stagione al quattordicesimo posto con 56 punti all'attivo. Nel 2016 passa al team Aspar, alla guida di una Ducati; il compagno di squadra è Eugene Laverty. Ottiene come miglior risultato due undicesimi posti (Repubblica Ceca e Gran Bretagna) e termina la stagione al 22º posto con 20 punti. 

### Superbike, Endurance e MotoE
Nel 2017 torna a correre in Moto2, con la Kalex del team AGR. Prima del Gran Premio della Repubblica Ceca viene annunciato il suo licenziamento da parte del team. Il suo posto in squadra viene preso dal pilota statunitense Joe Roberts proveniente dal campionato Spagnolo. Ha totalizzato 16 punti.
Nel 2018 si trasferisce nel campionato mondiale Superbike, approdando al team Pedercini Racing, che gli affida una Kawasaki ZX-10R. In questa stagione è costretto a saltare il Gran Premio di Gran Bretagna per problemi coi documenti d'ingresso nel paese. Il suo posto in squadra, in questo frangente, viene preso dal pilota locale Luke Mossey. In occasione del Gran Premio di Francia, il suo posto in squadra viene preso dal francese Jérémy Guarnoni. Nelle ultime due gare stagionali infine, è sostituito da Gabriele Ruiu. I punti ottenuti gli consentono di chiudere al diciottesimo posto in classifica piloti e sesto nel Trofeo Indipendenti.
Passa in seguito a correre nel campionato mondiale Endurance. Nel 2021 corre nella classe MotoE del motomondiale, con il team Pramac Racing; il compagno di squadra è Alessandro Zaccone. Chiude la stagione al decimo posto con 47 punti.

## Risultati in gara

### Motomondiale

#### Moto2
| 2010 | Classe | Moto      |     |    |    |    |     |    |    |    |    |    |    |    |     |     |    |    |    |    | Punti | Pos. |
| ---- | ------ | --------- | --- | -- | -- | -- | --- | -- | -- | -- | -- | -- | -- | -- | --- | --- | -- | -- | -- | -- | ----- | ---- |
| 2010 | Moto2  | BQR-Moto2 | Rit | 10 | 12 | 20 | Rit | 15 | 12 | 10 | NE | 23 | 15 | 11 | Rit | Rit | 13 | 19 | 18 | 14 | 32    | 21º  |

| 2011 | Classe | Moto |    |    |    |    |   |   |    |     |   |    |     |     |     |    |    |    |    |   | Punti | Pos. |
| ---- | ------ | ---- | -- | -- | -- | -- | - | - | -- | --- | - | -- | --- | --- | --- | -- | -- | -- | -- | - | ----- | ---- |
| 2011 | Moto2  | FTR  | 12 | 14 | 18 | 20 | 9 | 9 | 13 | Rit | 6 | NE | Rit | Inf | Inf | NP | 23 | 24 | SQ | 6 | 43    | 19º  |

| 2017 | Classe | Moto  |    |    |     |   |    |    |    |    |    |  |  |  |  |  |  |  |  |  | Punti | Pos. |
| ---- | ------ | ----- | -- | -- | --- | - | -- | -- | -- | -- | -- |  |  |  |  |  |  |  |  |  | ----- | ---- |
| 2017 | Moto2  | Kalex | 18 | 22 | Rit | 9 | 10 | 17 | 15 | 14 | 17 |  |  |  |  |  |  |  |  |  | 16    | 24º  |

| Legenda | 1º posto        | 2º posto            | 3º posto            | A punti      | Senza punti        | Grassetto – Pole position Corsivo – Giro più veloce |
| Legenda | Gara non valida | Non qual./Non part. | Ritirato/Non class. | Squalificato | '-' Dato non disp. | Grassetto – Pole position Corsivo – Giro più veloce |

#### MotoGP
| 2012 | Classe | Moto    |    |     |     |    |    |    |     |    |     |    |   |    |    |    |     |    |     |     | Punti | Pos. |
| ---- | ------ | ------- | -- | --- | --- | -- | -- | -- | --- | -- | --- | -- | - | -- | -- | -- | --- | -- | --- | --- | ----- | ---- |
| 2012 | MotoGP | BQR-FTR | 14 | Rit | Rit | 15 | 18 | 15 | Rit | 14 | Rit | 12 | 9 | 12 | 12 | 13 | Rit | NP | Inf | Inf | 28    | 17º  |

| 2013 | Classe | Moto         |    |    |     |     |    |    |    |     |    |     |    |    |     |    |    |    |    |     | Punti | Pos. |
| ---- | ------ | ------------ | -- | -- | --- | --- | -- | -- | -- | --- | -- | --- | -- | -- | --- | -- | -- | -- | -- | --- | ----- | ---- |
| 2013 | MotoGP | ART e Ducati | 14 | 15 | Rit | Rit | 16 | 13 | 19 | Rit | 15 | Rit | 16 | 20 | Rit | 12 | 10 | 13 | 15 | Rit | 21    | 18º  |

| 2014 | Classe | Moto   |    |    |    |    |    |    |    |    |    |     |     |    |    |    |     |    |   |     | Punti | Pos. |
| ---- | ------ | ------ | -- | -- | -- | -- | -- | -- | -- | -- | -- | --- | --- | -- | -- | -- | --- | -- | - | --- | ----- | ---- |
| 2014 | MotoGP | Ducati | 12 | 13 | 12 | 14 | 13 | 10 | 11 | 19 | 17 | Rit | Rit | 11 | 10 | 15 | Rit | 11 | 7 | Rit | 53    | 15º  |

| 2015 | Classe | Moto   |    |     |     |    |   |    |     |    |    |    |    |     |     |    |    |    |    |    | Punti | Pos. |
| ---- | ------ | ------ | -- | --- | --- | -- | - | -- | --- | -- | -- | -- | -- | --- | --- | -- | -- | -- | -- | -- | ----- | ---- |
| 2015 | MotoGP | Ducati | 10 | Rit | Rit | 10 | 8 | 10 | Rit | 14 | 12 | 12 | 11 | Rit | Rit | 10 | 14 | 17 | 12 | 13 | 56    | 14º  |

| 2016 | Classe | Moto   |     |     |    |    |     |    |    |     |    |    |    |    |    |    |    |    |     |     | Punti | Pos. |
| ---- | ------ | ------ | --- | --- | -- | -- | --- | -- | -- | --- | -- | -- | -- | -- | -- | -- | -- | -- | --- | --- | ----- | ---- |
| 2016 | MotoGP | Ducati | Rit | Rit | 14 | 15 | Rit | 16 | 17 | Rit | 18 | 17 | 11 | 11 | 16 | 16 | 12 | 13 | Rit | Rit | 20    | 22º  |

| Legenda | 1º posto        | 2º posto            | 3º posto            | A punti      | Senza punti        | Grassetto – Pole position Corsivo – Giro più veloce |
| Legenda | Gara non valida | Non qual./Non part. | Ritirato/Non class. | Squalificato | '-' Dato non disp. | Grassetto – Pole position Corsivo – Giro più veloce |

#### MotoE
| 2021 | Classe | Moto     |    |   |   |   |    |   |     |  |  | Punti | Pos. |
| ---- | ------ | -------- | -- | - | - | - | -- | - | --- |  |  | ----- | ---- |
| 2021 | MotoE  | Energica | 10 | 6 | 5 | 9 | 10 | 9 | Rit |  |  | 47    | 10º  |

| Legenda | 1º posto        | 2º posto            | 3º posto            | A punti      | Senza punti        | Grassetto – Pole position Corsivo – Giro più veloce |
| Legenda | Gara non valida | Non qual./Non part. | Ritirato/Non class. | Squalificato | '-' Dato non disp. | Grassetto – Pole position Corsivo – Giro più veloce |

### Campionato Mondiale Superbike
| 2018 | Moto     |     |    |    |    |    |    |    |    |    |    |        |        |    |    |    |    |     |    |    |    |  |  |  |  |  |  |  |  | Punti | Pos. |
| ---- | -------- | --- | -- | -- | -- | -- | -- | -- | -- | -- | -- | ------ | ------ | -- | -- | -- | -- | --- | -- | -- | -- |  |  |  |  |  |  |  |  | ----- | ---- |
| 2018 | Kawasaki | Rit | NP | 16 | 11 | 14 | 16 | 16 | 15 | 17 | 13 | [ 11 ] | [ 11 ] | 11 | 14 | 11 | 15 | Rit | 16 | 12 | 16 |  |  |  |  |  |  |  |  | 28    | 18º  |

| Legenda | 1º posto        | 2º posto            | 3º posto           | A punti      | Senza punti        | Grassetto – Pole position Corsivo – Giro più veloce |
| Legenda | Gara non valida | Non qual./Non part. | Ritirato/Non class | Squalificato | '-' Dato non disp. | Grassetto – Pole position Corsivo – Giro più veloce |